# GLAAD

Logo GLAAD

GLAAD (dawniej Gay & Lesbian Alliance Against Defamation) – amerykańska organizacja LGBT, której celem jest eliminowanie homofobii oraz dyskryminacji przez wzgląd na orientację seksualną i tożsamość płciową w mediach, a także promowanie zrozumienia, akceptacji i równości.

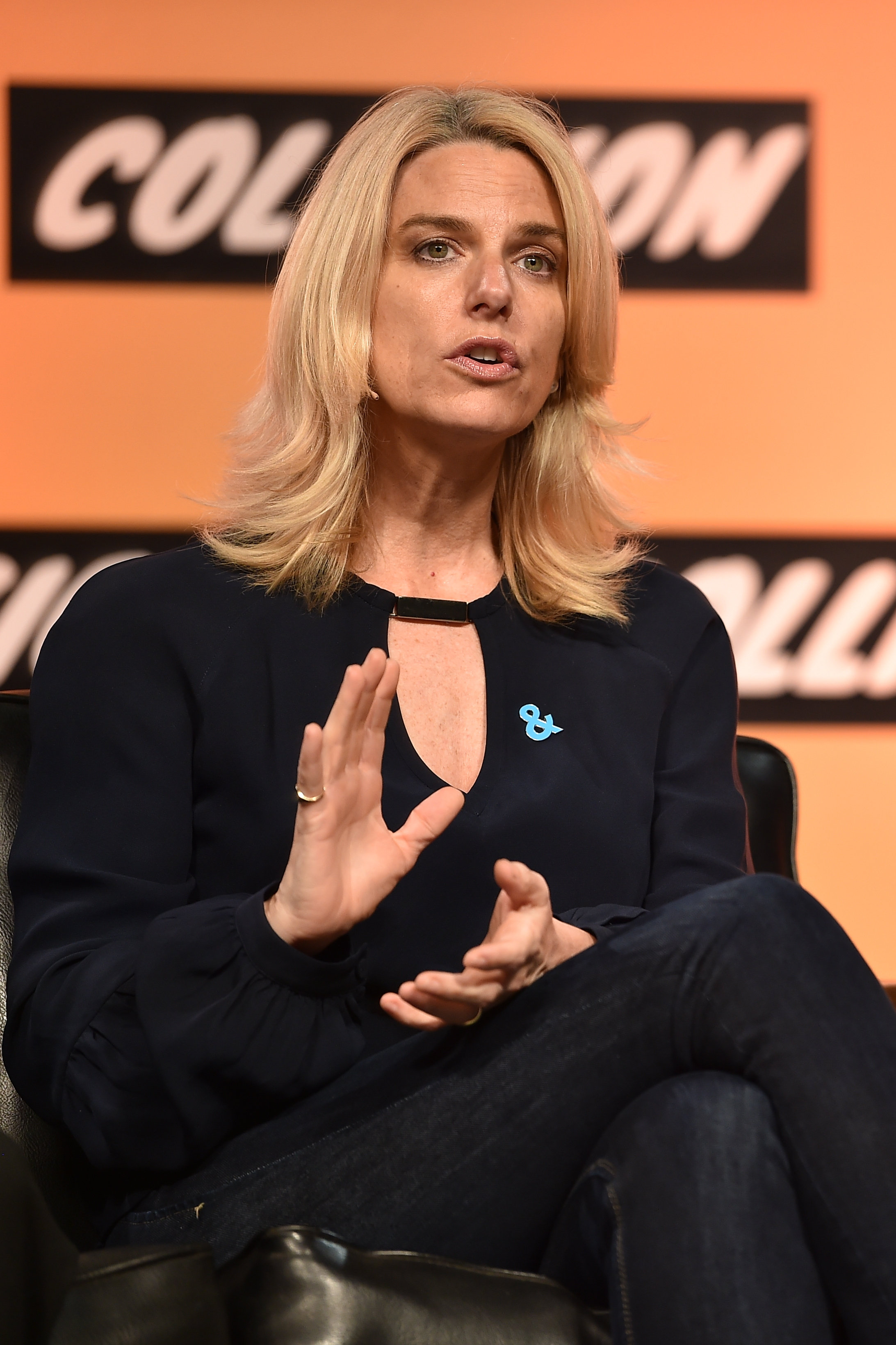
Sarah Kate Ellis, prezydent i dyrektor generalny GLAAD od 2014

Organizacja powstała w 1985 w Nowym Jorku w odpowiedzi na – zdaniem jej założycieli – szkalujące i skupiające się na wywołaniu sensacji przedstawienie epidemii AIDS przez „New York Post”. Od momentu powstania stawia sobie za cel doprowadzenie do przedstawiania osób LGBT w mediach w rzetelny i pełen szacunku sposób, który podkreślałby różnorodność społeczności LGBT. Dąży do zapewnienia sprawiedliwego i dokładnego relacjonowania i przedstawiania osób LGBT we wszystkich aspektach mediów, w tym gazet, magazynów, filmów, telewizji i radia. W ramach tych wysiłków grupa odpowiada na nieodpowiednie i dyskryminujące wizerunki osób LGBT i prowadzi działalność edukacyjną wobec pracowników środków masowego przekazu za pomocą przewodników po stosownym języku i terminologii.
Od 1990 organizacja przyznaje indywidualnym osobom i projektom medialnym nagrody GLAAD Media Awards za „sprawiedliwe przedstawienie osób LGBT w mediach”. W październiku 2016 wydała 10. edycję swojego przewodnika dla mediów na temat osób LGBT (ang. GLAAD Media Reference Guide 10th Edition).
Do marca 2013 nazwa „GLAAD” była skrótem od „Gay & Lesbian Alliance Against Defamation”, ale stała się nazwą nadrzędną ze względu na jej inkluzywność problemów biseksualnych i transgenderycznych.